# José Luis Gómez Toré
José Luis Gómez Toré (Madrid, 1973) es un poeta, ensayista y dramaturgo. 

## Obras
Obra poética
- Contra los espejos, Premio de Poesía Blas de Otero.
- Se oyen pájaros
- He heredado la noche (Ed. Rialp, 203, ISBN 8432134406), accésit del premio Adonais
- Fragmentos de un cantar de gesta, Pre-Textos, 2007.
- Claroscuro del bosque (en colaboración con la artista Marta Azparren).
- Un corte que no sangra
- Hotel Europa
- El territorio blanco
- Llamarse Nadie (antología con selección de Óscar Curieses y del autor)

Obra crítica
- La mirada elegíaca. El espacio y la memoria en la poesía de Francisco Brines, Premio Internacional Gerardo Diego de Investigación Literaria.
- Pedro Salinas.
- Edición de Amadís y el explorador de Ángel Crespo.

Ensayo
- El roble de Goethe en Buchenwald
- Extramuros. Escritos sobre poesía
- María Zambrano. El centro oscuro de la llama

### Teatro
- Lluvia pregunta por el Sol (teatro infantil)

Traducción:
Bertolt Brecht, No pudimos ser amables. Antología poética (1916-1956)